# Moskuskäidi
Moskuskäidi är en kulle i Finland. Den ligger i Utsjoki kommun i landskapet Lappland, i den norra delen av landet, 1 000 km norr om huvudstaden Helsingfors. Toppen på Moskuskäidi är 371 meter över havet. Moskuskäidi ingår i Paistunturit.
Terrängen runt Moskuskäidi är lite kuperad.  Trakten runt Moskuskäidi är nära nog obefolkad, med mindre än två invånare per kvadratkilometer. Det finns inga samhällen i närheten. Omgivningarna runt Moskuskäidi är i huvudsak ett öppet busklandskap.